# ストール (衣服)

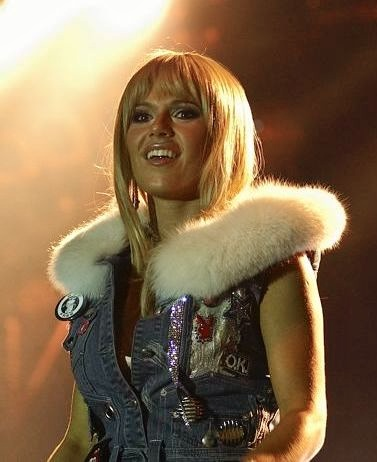
ファーのストール(白い部分)を巻いたドロタ・ラプチェフスカ

ストール（英：stole）とは、肩にかける衣類の一種。ショールと同様に肩にかけたりもするが、一般的にショールよりも材料・仕立てともに高級で、パーティドレスやボールガウンなどとあわせて使われる。また、ショールよりも細く、肩や腕に巻きつけても使われる。素材はシルクやシフォンのような軽量な素材をつや出ししたものが使われ、ファーや絹で縁どりされることも多い。
ファーストールに使われるファーはキツネの毛が一般的で、スーツやガウンとあわせて使われる。礼服に合わせて頭付きの丸々一頭を毛皮に仕立てたものが使われる場合もある。昔は単に「ストール」というとファーストール、特にミンクのファーストールを指した。